# 中国传统历法
中國傳統曆法與紀年採用陰陽干支三合曆；上古時期，根據不同的農業牧業生產情況需要，分別產生過太陽曆法和太陰曆法。中國傳統陰陽合曆最早源自何時無從考究，據出土的甲骨文和古代中國典籍多有記載，曆法規則一般認為源自殷商時期。從黃帝紀年到清朝末期啟用西曆，中國歷史上一共產生過102部曆法，此等曆法對中國文化與文明產生過重大影響，比如夏曆、商曆、周曆、西漢太初曆、隋唐大衍曆和皇極曆等，有些曆法雖然沒有正式使用過，但對養生、农业、思想學術、天文、數學等有所作用。

## 曆法沿革

### 古六曆
古六曆採戰國四分曆術。

### 減差法
漢朝以前之古代中國曆法以366日為一歲，用「閏月」確定四時和確定歲之終始；已經有日、月、旬和時之時間單位，具備了陰陽曆的技術；觀察到了五大行星和日月的運動規律，用「閏月」「減差法」來調整時差；曆法實施成為重要大事，主要內容之一是「以閏月定四時成歲」和「正閏餘」，即確定閏月位置和如何減去多餘出來的日數（不是加上缺少之日數），例如實際冬至早於曆算則調整來歲，由此來確定年歲的終結和開始。到了春秋戰國時期，由於周朝王室衰落，諸侯各行其是，因此出現多軌制曆法，亦即各諸侯和各地部落還有自己的地方曆法；秦朝為中國歷史上最後一個「以閏月定四時成歲」的曆法。

### 太初正夏
西漢初期開始中國曆法出現了大轉折，全國統一曆法，曆法也成為了一門獨立科學技術。漢武帝責成鄧平、唐都、落下閎等人編寫了《太初曆》，之後劉歆作《三統曆》，此兩曆之重要特點是年歲合一，一年之整數日數是365日，不再是之前曆法之366日。以「加差法」替代之前的「減差法」以調整時差，年歲周期起始相當固定，用數學計算就能確定閏月，不用「考定星曆，建立五行」，至此，五大行星基本上退出了曆法。之後中國歷朝頒佈曆法大都從太初曆，行夏之時，正月初一在立春附近。

### 定朔定氣
戊寅元曆、授時曆、崇禎曆對定朔定氣規則有改革。
直至1928年10月10日國民政府大致統一全國，確定自1929年元旦起全國以西曆及民國紀年並用進行紀年，夏曆在中國才不再作為正式曆法。1949年後，中国大陆採用西元紀年，臺灣繼續沿用西曆及民國紀年並用的方法。

### 現行
傳統華夏曆法在漢字文化圈民間依舊使用。現時陰陽合曆採用天文演算定朔定氣法。以月相圓缺定月份，以太陽定年周期。以太陽和月亮合日，因而在地球上看不到月亮的朔日為每月之開始，每月長短根據月相不同，可能為30日或29日，12個月為一年。將太陽年劃分為24個節氣，第1、3、……23等奇數為「節」，第2、4、……24為「中氣」。由於太陽年周期和以月相為周期的12個月不一致，約隔每兩至三年增加一個閏月，於冬至後首個無中氣之月份，如2004及2023年夏曆二月後的一個月只有一個節「清明」，沒有中氣，所以設為閏月，是為閏二月。每年的閏月位置都不固定。

#### 年月起始
干支曆也是一種中國傳統曆法。夏曆以正月初一為一年之始，而干支曆八字則以立春為一年之始。華夏曆法以新月出現當日為一月之始，而干支曆則以二十四節氣中的十二節氣為一月之始。

## 正朔
從古代起，每個朝代都要「立正朔」，夏朝時，以冬至月後第二個月為正月，按干支記年法是第三個月，即寅月；商朝改正朔，推前一月，周朝又改正朔，又推前一月，漢朝定立太初曆，以後每朝雖然仍然立正朔，但民間不再改變，始終以正月為新年，子月仍然維持在11月。

## 紀年

### 干支紀年
干支紀年是與帝王紀年和年號紀年並行使用的紀年法，至今仍沿用。

### 帝王紀年
中國最早以帝王紀年，直到漢武帝劉徹確立年號紀年。這一時期值得注意的有：
- 秦昭襄王時期，秦滅周（前256年），此後史家以秦紀年。但是前221年秦王政時期，秦才最後消滅六國中的齊國，統一六國。
- 秦滅六國後，並未改元，仍稱秦王政二十六年。
- 秦亡後，史家以漢紀年，漢高祖元年為劉邦稱漢王的前206年，漢朝建立卻是前202年。

### 年號紀年
自漢武帝起，創立年號紀年，每位皇帝即位時，要改年號，有時興之所至隨時改年號。但從明朝開始，皇帝在位時不再改年號。皇帝去世後，新皇帝在同年餘下月份多數沿用先帝年號，次年才改元，明英宗復辟後的天順元年及明光宗的泰昌元年是例外。即使年號改變，干支紀年始終維持。除了清康熙帝，沒有一位皇帝在位超過60年，所以只要說某皇帝年號和干支，年代就相當清楚，如「光緒乙亥」就是光緒元年或1875年。
年號的使用體現了正統性。

### 辛亥革命之後
1911年辛亥革命後，以中華民國紀年，1912年為民國元年，除紀年法外，月、日的設置改用格里曆。
1949年後，因為世界上大多數國家都用西曆，中华人民共和国在中国大陆地区改用西曆紀年，月、日的設置仍遵循格里曆。由於中國共產黨信奉無神論，改稱其為「公元」以沖淡其宗教意義（現時英文中有人稱CE、BCE而非AD、BC也是為了沖淡宗教含義）。
中國大陸在計算中國傳統節日和祭祀祖先時使用傳統曆法計算月日，但由於中國大陸現時已無傳統紀年法，因此，民間使用公曆年+農曆月日的方式記錄一些傳統事物（如家譜）。
臺灣仍然用民國紀年，2025年為「民國114年」，但由於現代社會與國際來往增多，商業、外交多使用西曆，而鈔票印刷，國家公文用民國紀年。

## 歷代中央王朝曆法
| 中國歷代曆表一覽 | 中國歷代曆表一覽 | 中國歷代曆表一覽 | 中國歷代曆表一覽               | 中國歷代曆表一覽                                                    | 中國歷代曆表一覽     | 中國歷代曆表一覽 | 中國歷代曆表一覽 |
| ---------------- | ---------------- | ---------------- | ------------------------------ | ------------------------------------------------------------------- | -------------------- | ---------------- | --- |
|                  |                  |                  |                                |                                                                     |                      |                  | |
| 編號             | 曆名             | 朝代             | 曆家                           | 實行年代                                                            | 出處                 | 使用年數         | 備注 |
| 1                | 黃帝曆           |                  |                                |                                                                     |                      |                  | |
| 2                | 顓頊曆           | 秦               |                                | 秦昭王時期～漢元封六年 前300年頃～前105年                           |                      | 約200年          | |
| 3                | 夏曆             | 戰國             |                                | 魏文侯時期～？ 前422年頃～？                                        |                      | 約200年          | 白光琦推算前422年夏曆朔旦與天密合，行用約在三晉為侯前後。                                                              |
| 4                | 殷曆             |                  |                                | 周考王十四年～？ 前427年～？                                        |                      |                  | 張汝舟考証前427年為殷曆實行年。                                                                                        |
| 5                | 周曆             |                  |                                |                                                                     |                      |                  | |
| 6                | 魯曆             |                  |                                |                                                                     | 以上開元占經         |                  | |
| 7                | 太初曆           | 漢               | 鄧平、落下閎                   | 漢太初元年～後漢元和元年 前104年～後84年                            |                      | 188年(189年?)    | |
| 8                | 三統曆           | 漢               | 劉歆                           | 漢綏和二年～元和元年 前7年～84年                                    | 漢書律曆志           | 91年             | |
| 9                | 四分曆           | 後漢             | 李梵、編訢                     | 東漢元和二年～蜀炎興元年 85年～263年                                | 後漢書律曆志         | 179年            | 因三統曆誤差過大，恢復使用。東漢（85年 - 220年）、曹魏（220年 - 236年）、東吳（222年）、蜀漢（221年 - 263年）          |
| 10               | 乾象曆           | 孫吳             | 劉洪                           | 吳黃武二年～天紀四年 223年～280年                                   | 晉書律曆志           | 58年             | |
| 11               | 黃初曆           | 魏               | 韓翊                           |                                                                     |                      |                  | 漢四分曆改名為黃初曆（仍為四分曆）                                                                                     |
| 12               | 太和曆           | 魏               | 高堂隆                         |                                                                     |                      |                  | 魏黃初曆改名為太和曆（仍為四分曆）                                                                                     |
| 13               | 景初曆           | 魏               | 楊偉                           | 魏景和元年～北魏正平元年 237年～451年                               | 晉書律曆志、宋書曆志 | 215年            | 曹魏、西晉、東晉、劉宋（237年- 444年）、北魏（398年- 451年）                                                           |
| 14               | 泰始曆           | 晉               | 楊偉(劉智)                     | 晉泰始元年～劉宋元嘉年間 265年～442年                               |                      | 178年            | 魏景初曆改名為泰始曆（仍為景初曆）                                                                                     |
| 15               | 劉智曆           | 晉               | 劉智                           |                                                                     |                      |                  | 晉泰始曆改名為劉智曆（仍為景初曆）                                                                                     |
| 16               | 乾度曆           | 晉               | 李修、卜顯依                   |                                                                     |                      |                  | 晉劉智曆改名為乾度曆（仍為景初曆）                                                                                     |
| 17               | 永和曆           | 晉               | 王朔之                         |                                                                     |                      |                  | 晉乾度曆改名為永和曆（仍為景初曆）                                                                                     |
| 18               | 三紀曆           | 後秦             | 姜岌                           | 後秦白雀元年～秦亡 384年～417年                                     | 晉書律曆志           | 34年             | |
| 19               | 玄始曆           | 北涼             | 趙匪                           | 北涼玄始元年～北魏正光三年 412年～522年                             |                      | 111年            | 首破章法，600年置221闰。北涼（412年- 439年）、北魏（452年- 522年）                                                     |
| 20               | 永初曆           |                  |                                |                                                                     |                      |                  | 仍为景初曆 |
| 21               | 元嘉曆           | 刘宋 南齐        | 何承天                         | 刘宋元嘉二十三年~南梁天监八年 445年~509年                           | 宋書曆志             | 65年             | 劉宋、南齊、南梁（445年- 509年）                                                                                       |
| 22               | 大明曆           | 南梁 南陈        | 祖冲之                         | 南梁天监九年~南陳祯明三年 510年~589年                               | 宋書曆志             | 80年             | 391年置144闰 |
| 23               | 正光曆           | 北朝             | 张龙祥、李业兴                 | 北魏正光四年~北周保定五年 523年~565年                               | 魏書律曆志           | 43年             | 北魏（523年- 534年）、東魏（535年- 539年）、西魏（535年- 556年）、北周（556年- 565年）。另有景明曆未被採用。           |
| 24               | 興和曆           | 東魏             |                                | 540-550                                                             | 魏書律曆志           |                  | |
| 25               | 天保曆           | 北齊             |                                | 551-577                                                             |                      |                  | |
| 26               | 天和曆           | 北周             |                                | 566-578                                                             |                      |                  | |
| 27               | 大象曆           |                  |                                | 北周（579年- 581年）、隋朝（581年- 583年）                          |                      |                  | |
| 28               | 開皇曆           | 隋               | 張賓（道士）                   | 584-596                                                             | 隋書律曆志           |                  | |
| -                | 皇極曆           | 隋               | 劉焯                           | （未採用）                                                          | 隋書律曆志           |                  | 首次引進二次內插法求日月運動。《皇極曆》和大業曆的五大行星動態表中對行星運動所作的非勻速運動處理，與巴比倫星曆表相似。 |
| 29               | 大業曆           | 隋               |                                | 597-618                                                             | 隋書律曆志           |                  | |
| 30               | 戊寅元曆         | 唐朝             | 傅仁均（道士）                 | 619-664                                                             | 唐書、舊唐書         |                  | |
| 31               | 麟德曆           |                  | 李淳風（道士）                 | 665-728                                                             | 唐書、舊唐書         |                  | |
| 32               | 大衍曆           |                  | 一行（僧人）                   | 729-761                                                             |                      |                  | |
| 33               | 五紀曆           |                  |                                | 762-783                                                             |                      |                  | |
| 34               | 正元曆           |                  |                                | 784-806                                                             |                      |                  | |
| 35               | 觀象曆           |                  |                                | 807-821                                                             |                      |                  | |
| 36               | 宣明曆           |                  |                                | 822-892                                                             |                      |                  | |
| 37               | 崇玄曆           |                  |                                | 893-938/944-955                                                     |                      |                  | 唐（893年- 907年）、後梁、後唐、後晉、後漢、後周 （908年- 955年）。另有，九執曆、符天曆。                              |
| 38               | 永昌曆           |                  |                                | 909-912                                                             |                      |                  | |
| 39               | 正象曆           |                  |                                | 912-925                                                             |                      |                  | |
| 40               | 南汉曆           |                  |                                | 917-971                                                             |                      |                  | |
| 41               | 調元曆           |                  |                                | 後晉（939年- 943年?）、遼朝（961年? - 993年）                       |                      |                  | |
| 42               | 中正曆           |                  |                                | 940-962                                                             |                      |                  | |
| 43               | 欽天曆           |                  |                                | 後周（956年- 960年）、北宋（960年- 963年）                          |                      |                  | |
| 44               | 應天曆           | 北宋             | 王處訥                         | 963-982                                                             |                      |                  | |
| 45               | 乾元曆           |                  |                                | 982-1000                                                            |                      |                  | |
| 46               | 大明曆           |                  |                                | 遼（994年 - 1125年）                                                |                      |                  | |
| 47               | 儀天曆           |                  |                                | 1001-1023                                                           |                      |                  | |
| 48               | 崇天曆           | 宋               | 楚衍、宋行                     | 宋天圣二年~治平元年 1024年~1064年 宋熙宁元年~熙宁七年 1068年~1074年 |                      |                  | |
| 49               | 明天曆           |                  |                                | 1065-1067                                                           |                      |                  | |
| 50               | 奉元曆           |                  |                                | 1075-1093                                                           |                      |                  | |
| 51               | 觀天曆           |                  |                                | 1094-1102                                                           |                      |                  | |
| 52               | 占天曆           |                  |                                | 1103-1105                                                           |                      |                  | |
| 53               | 紀元曆           | 北宋、南宋       |                                | 1106-1136                                                           |                      |                  | |
| 54               | 統元曆           | 南宋             |                                | 1136-1167                                                           |                      |                  | |
| 55               | 乾道曆           |                  |                                | 1168-1176                                                           |                      |                  | |
| 56               | 淳熙曆           |                  |                                | 1177-1190                                                           |                      |                  | |
| 57               | 會元曆           |                  |                                | 1191-1198                                                           |                      |                  | |
| 58               | 統天曆           |                  |                                | 1199-1207                                                           |                      |                  | |
| 59               | 開禧曆           |                  |                                | 1208-1251                                                           |                      |                  | |
| 60               | 淳祐曆           |                  |                                | 1251-1252                                                           |                      |                  | |
| 61               | 會天曆           |                  |                                | 1253-1270                                                           |                      |                  | |
| 62               | 成天曆           | 南宋             |                                | 1271-1276                                                           |                      |                  | |
| 63               | 本天曆           | 南宋             |                                | 1277-1279                                                           |                      |                  | |
| 64               | 大明曆           | 金國             |                                | 1137-1181                                                           |                      |                  | |
| 65               | 重修大明曆       | 金、元           |                                | 1182-1280                                                           |                      |                  | |
| 66               | 授时曆           | 元               | 郭守敬、王恂、许衡等           | 元至元十八年~南明永曆三十七年 1281年~1683年                         |                      | 403年            | 废上元积年。另有，耶律楚材西征庚午元曆首次引進「里差」（時差），未頒行。                                               |
| 67               | 大统曆           | 明朝 南明        |                                | 1367年-1683年                                                       |                      |                  | 元授时曆改名（仍为授时曆）                                                                                             |
| 68               | 万寿曆           | 徐宋             |                                |                                                                     |                      |                  | 徐寿辉政权，元授时曆改名（仍为授时曆）                                                                                 |
| 69               | 明时曆           | 张周             |                                |                                                                     |                      |                  | 张士诚政权，元授时曆改名（仍为授时曆）                                                                                 |
| 70               | 先天曆           | 明夏             |                                | 明夏天统元年~开熙五年 1363年~1371年                                 |                      | 9年              | 明玉珍政权 |
| 71               | 时宪曆           | 清至今           | 徐光啟、湯若望（耶穌會教士）等 | 清顺治二年~民国二年 1645年~1913年                                   |                      | 269年            | 改用第谷行星模型。乾隆七年、道光二十四年分别做小幅修改                                                                 |
| -                | 太平天曆         | 太平天国         | 冯云山                         | 太平天国二年~十四年 1852-1863                                       |                      | 13年             | 不精确的西曆 |
| -                | 格里高利曆       | 民国 共和国      | 里利乌斯                       | 民国元年~ 1912年~                                                   |                      |                  | 西曆。辛亥革命後，中华民国以西曆为国曆；中华人民共和国沿袭之，但废民国年号                                             |
| 72               | 新法夏曆         | 民国             | 北京中央观象台                 | 民国三年~民国十七年 1914年~1928年                                   |                      | 15年             | 修改自时宪曆，弃用旧数据，改用西方引入的新数据，以北京地方时为基准                                                     |
| 73               | 紫金曆           | 民国 人民共和国  | 紫金山天文台                   | 民国十八年~ 1929年~                                                 |                      |                  | 修改自新法夏曆，以东八时为基准                                                                                         |
| 74?              | 国标紫金曆       | 人民共和国       | 紫金山天文台                   | 2018年~                                                             |                      |                  | 紫金曆的中华人民共和国国家标准化（GB/T 33661-2017）（仍为紫金曆）                                                      |

## 少數民族曆法

### 藏曆
中國的藏族有自己的藏曆，基本和夏曆一致，只是干支紀年天干用陰陽金水木火土，地支直接用生肖，所以2004年是藏曆陽木猴年。紀月和農曆不一致的地方是望日，即月圓之日固定在每月15日，月初不一定是朔日，而且一個月以太陰日定日子，必須每個月30日，所以和太陽日有區別，中間會有缺日或重日，如某月沒有初二或有兩日都是14日等，和農曆可能相差一兩日，閏月的設置也不一致，所以藏曆新年有時和夏曆重合，有時差一日或差一月。

### 回曆
中国的回族等穆斯林使用回回曆(简称回曆)。但有两种不同曆法均被称为“回曆”，一种是伊斯蘭曆，即哈吉来曆；另一种则是波斯曆，即伊朗曆，又被称为“回回阳曆”。因在推算宗教节日等的时候使用的是伊斯兰曆，故伊斯兰历的使用规模远超过波斯曆，且通常所说的“回曆”一般即是指伊斯兰曆。

### 傣曆
中国的傣族有自己的曆法，基本和夏曆相似，但以公元639年春分开始纪年，每年第一个月为六月，相当农曆三月，闰月固定在九月（即每年的第四月后），也采用干支纪年、生肖和节气，傣曆一月为立冬月，但新年定为清明后第7日，即为“泼水节”，庆祝活动持续达3-5日。

### 水曆
中国水族的特有历法称为水曆。现行水曆与夏曆基本一致，但以夏曆九月为岁首，元旦称为“端节”。

### 其他曆法
中国其他民族有自己的节日，如苗族四月八，壮族三月三，白族三月街等，都是以夏曆为依据。汉族的传统节日如新年（春节）、元宵节、端午节、盂兰盆节、中秋节等都是以夏曆为依据。
以前朝鲜、日本、越南都使用夏曆，在进入现代逐渐都改为世界使用较为广泛的西曆，但许多民间节日都依照夏曆推算，尤其是占卜算命，在上述各国仍然使用夏曆。

## 优缺点
中国传统历法既反映了太阳的运动，也反映了月亮的运动。農作物生長產主要與太陽回歸年週期有關，二十四節氣在格裏曆、沈括的12氣曆或干支曆日期大致穩定循環，有利於農業生產。俗稱農曆的中國傳統曆法以朔望月週期為基礎，以19年插入7個閏月的方式調整一年12個朔望月與陽曆一回歸年的差異。
以朔望月的日期可以推算海水漲落，有利於漁業、航海等應用。農業生產需要的是歲歲穩定循環的曆制，格裏曆、12氣曆或干支曆都可以滿足其需求。單獨的一本農曆不具備曆穩定循環的本質，稱為農曆，名不副實，根本不具有年曆的身份。依史記曆書，一套連續19年的農曆應名為陰陽章曆，連續76年的農曆應名為陰陽蔀章曆，以19年或76年一循環的曆制於農作理論上可以，惟太不切實際。
植基於傳統曆法的相關社會文化時間，例如應是一歲一度的婚喪喜慶紀念日，因為年的長短不一，農曆月日失去循環的意義。又如文化人喜歡用12個月的別名代號，卻從來不覺得農曆的閏月是個難題。
正是因为中国传统历法对太阳、月亮的运动都要顾及，使得该历法十分复杂，难以记忆。何月是大月、何月是小月、哪年是闰年、闰月置于何月都没有简单规律可循。民众只有查阅编订的历书才能知晓上述信息。

## 外部連結
- 黃一農：
  - 〈漢初百年朔閏析究──兼訂《史記》和《漢書》紀日干支訛誤〉
  - 〈秦王政時期曆法新考〉
  - 〈周家台30號秦墓曆譜新探〉
  - 〈秦漢之際（前220~前202年）朔閏考〉
  - 〈從湯若望所編民曆試析清初中歐文化的衝突與妥協〉
- 刘学顺：〈殷代历法：中国现存最早的推步历（页面存档备份，存于）〉。
- 孙英刚：〈无年号与改正朔：安史之乱中肃宗重塑正统的努力——兼论历法与中古政治之关系（页面存档备份，存于）〉。
- 孙小淳：〈宋代改历中的“验历”与中国古代的五星占（页面存档备份，存于）〉。